# Chadi Riad Dnanou
Chadi Riad Dnanou   (Palma, 17 de juny de 2003) és un futbolista professional mallorquí que juga com a central al Crystal Palace FC.

## Carrera de club
Nascut a Palma, Illes Balears, de pares marroquins, Riad va representar el CD Atlético Rafal, el RCD Mallorca (dues etapes) i el CD San Francisco abans d'acordar un contracte de tres anys amb el FC Barcelona el febrer de 2019, amb efecte a partir del juliol. El 2020, es va traslladar al CE Sabadell FC en qualitat de cedit per un any, sent adscrit a la plantilla del Juvenil A.
Riad va fer el seu debut com a sènior i amb el primer equip el 16 de desembre del 2020, sent titular en una victòria a casa per 2-0 contra el CE Eivissa Illes Pitiüses, a la Copa del Rei de la temporada. El seu debut a Segona Divisió es va produir l'11 de gener següent, en entrar com a suplent d'última hora d'Aleix Coch a l'empat a un a casa contra el CD Lugo.
L'estiu del 2022, Riad va ser ascendit al FC Barcelona Atlètic, on va marcar el gol de la victòria en el partit d'obertura de temporada, contra el Castelló.
El 8 de novembre de 2022 va debutar amb el primer equip del Barça davant l'Osasuna, substituint Pedri en el minut 89 del partit. Fou titular indiscutible per l'equip del Barça B dirigit per Rafael Márquez durant la temporada 2022–23 a Primera Federació, i va marcar tres gols en 37 partits, en què l'equip va perdre l'ascens en el play-off. El 26 de juliol de 2023, Riad fou cedit al Reial Betis per una temporada.

## Estadístiques

### Club
A 8 novembre 2022.
| Club           | Temporada     | Lliga             | Lliga | Lliga | Copa  | Copa | Europa | Europa | Altres | Altres | Total | Total |
| Club           | Temporada     | Divisió           | Part. | Gols  | Part. | Gols | Part.  | Gols   | Part.  | Gols   | Part. | Gols  |
| -------------- | ------------- | ----------------- | ----- | ----- | ----- | ---- | ------ | ------ | ------ | ------ | ----- | ----- |
| Sabadell       | 2020-21       | Segona Divisió    | 1     | 0     | 1     | 0    | —      | —      | —      | —      | 2     | 0     |
| Sabadell       | Total         | Total             | 1     | 0     | 1     | 0    | —      | —      | —      | —      | 2     | 0     |
| FC Barcelona B | 2022–23       | Primera Federació | 10    | 1     | —     | —    | —      | —      | —      | —      | 10    | 1     |
| FC Barcelona B | Total         | Total             | 10    | 1     | —     | —    | —      | —      | —      | —      | 10    | 1     |
| FC Barcelona   | 2022–23       | Primera div       | 1     | 0     | 0     | 0    | 0      | 0      | 0      | 0      | 1     | 0     |
| FC Barcelona   | Total         | Total             | 1     | 0     | 0     | 0    | 0      | 0      | 0      | 0      | 1     | 0     |
| Total carrera  | Total carrera | Total carrera     | 12    | 1     | 1     | 0    | —      | —      | —      | —      | 13    | 1     |